# Olympische Jugend-Winterspiele 2020/Skibergsteigen
Bei den III. Olympischen Jugend-Winterspielen 2020 in Lausanne fanden vom 10. bis 14. Januar vier Wettbewerbe im Skibergsteigen statt. Austragungsort der erstmals im Programm enthaltenen Sportart war Villars-sur-Ollon.

## Zeitplan
| Zeitplan Skibergsteigen | Zeitplan Skibergsteigen | Zeitplan Skibergsteigen | Zeitplan Skibergsteigen | Zeitplan Skibergsteigen | Zeitplan Skibergsteigen |
| Wettbewerbe             | Januar                  | Januar                  | Januar                  | Januar                  | Januar                  |
| Wettbewerbe             | 10.                     | 11.                     | 12.                     | 13.                     | 14.                     |
| ----------------------- | ----------------------- | ----------------------- | ----------------------- | ----------------------- | ----------------------- |
| Männer                  |                         |                         |                         |                         |                         |
| Einzel                  |                         |                         |                         |                         |                         |
| Sprint                  |                         |                         |                         |                         |                         |
| Frauen                  |                         |                         |                         |                         |                         |
| Einzel                  |                         |                         |                         |                         |                         |
| Sprint                  |                         |                         |                         |                         |                         |
| Mixed                   |                         |                         |                         |                         |                         |
| Mixed-Staffel           |                         |                         |                         |                         |                         |
| Entscheidungen          | 2                       | 2                       | 0                       | 2                       | 1                       |

|  | Medaillenentscheidung |

## Bilanz

### Medaillenspiegel
| Platz  | Land       | Gold | Silber | Bronze | Gesamt |
| ------ | ---------- | ---- | ------ | ------ | ------ |
| 01     | Schweiz    | 3    | 2      | –      | 5      |
| 02     | Italien    | 1    | 2      | –      | 3      |
| 03     | Spanien    | 1    | –      | 2      | 3      |
| 04     | Frankreich | –    | 1      | 2      | 3      |
| 05     | Österreich | –    | –      | 1      | 1      |
| Gesamt | Gesamt     | 5    | 5      | 5      | 15     |

### Medaillengewinner
| Disziplin     | Gold                                                             | Silber                                                                  | Bronze                                             |
| ------------- | ---------------------------------------------------------------- | ----------------------------------------------------------------------- | -------------------------------------------------- |
| Männer        |                                                                  |                                                                         |                                                    |
| Einzel        | Thomas Bussard                                                   | Robin Bussard                                                           | Nils Oberauer                                      |
| Sprint        | Rocco Baldini                                                    | Luca Tomasoni                                                           | Ot Ferrer                                          |
| Frauen        |                                                                  |                                                                         |                                                    |
| Einzel        | Caroline Ulrich                                                  | Thibe Deseyn                                                            | Margot Ravinel                                     |
| Sprint        | María Costa                                                      | Silvia Berra                                                            | Margot Ravinel                                     |
| Mixed         |                                                                  |                                                                         |                                                    |
| Mixed-Staffel | SchweizCaroline Ulrich Thomas Bussard Thibe Deseyn Robin Bussard | FrankreichVictoire Berger Bazil Ducouret Margot Ravinel Anselme Damevin | SpanienMaría Costa Marc Ràdua Ares Torra Ot Ferrer |

## Ergebnisse

### Männer

#### Einzel
| Platz | Land | Athlet             | Zeit (min) |
| ----- | ---- | ------------------ | ---------- |
| 1     | SUI  | Thomas Bussard     | 47:49,85   |
| 2     | SUI  | Robin Bussard      | 49:16,54   |
| 3     | AUT  | Nils Oberauer      | 49:25,65   |
| 4     | ITA  | Rocco Baldini      | 49:38,16   |
| 5     | ESP  | Ot Ferrer          | 50:45,49   |
| 6     | NOR  | Trym Dalset Lødøen | 50:58,23   |
| 7     | AUT  | Julian Tritscher   | 51:03,61   |
| 8     | ITA  | Luca Tomasoni      | 51:22,89   |
| 9     | GER  | Finn Hösch         | 51:48,48   |
| 10    | FRA  | Anselme Damevin    | 52:23,10   |

Datum: 10. Januar 2020, 12:30 Uhr

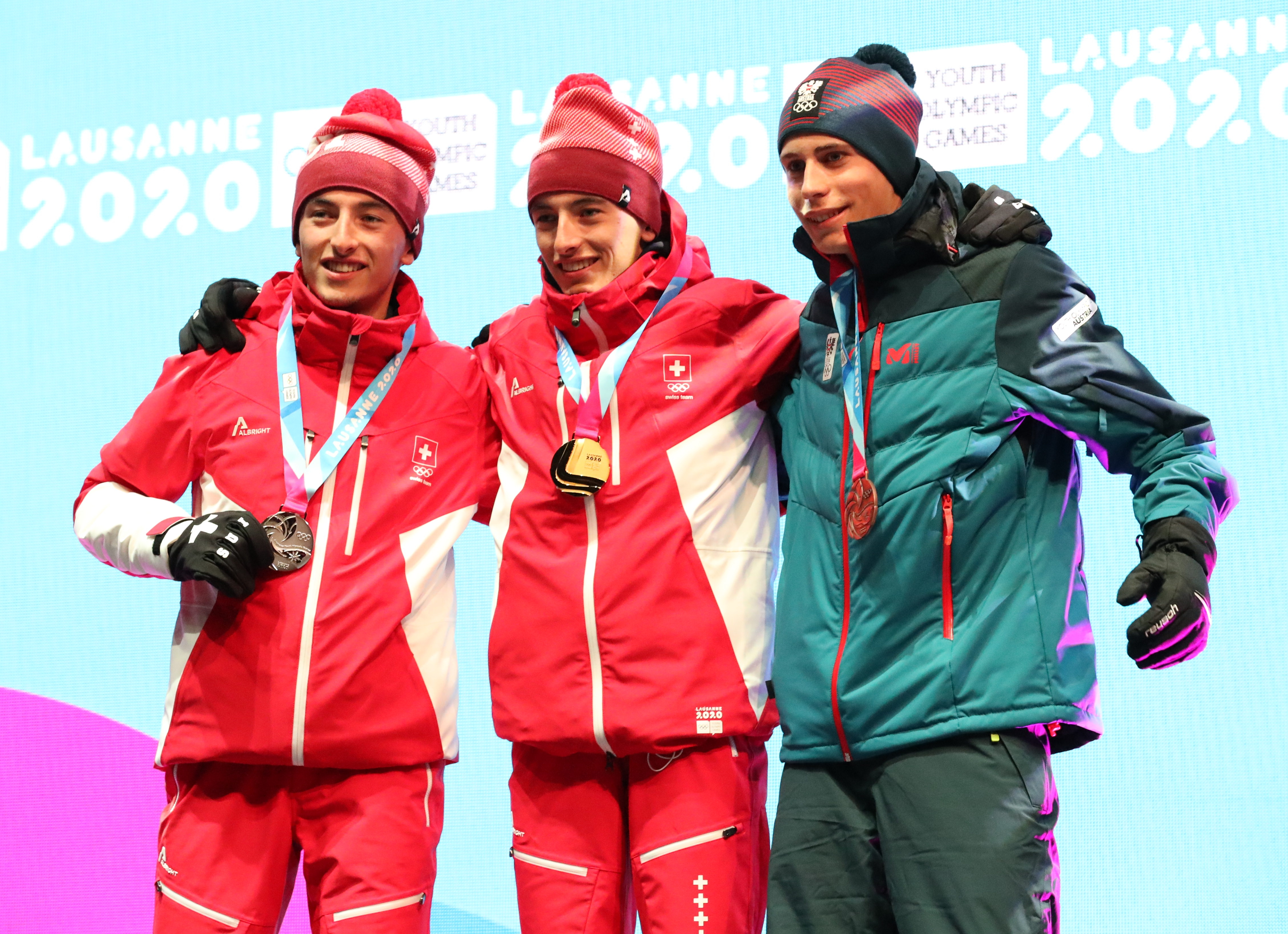
Medaillengewinner Robin Bussard, Thomas Bussard und Nils Oberauer (von links nach rechts)

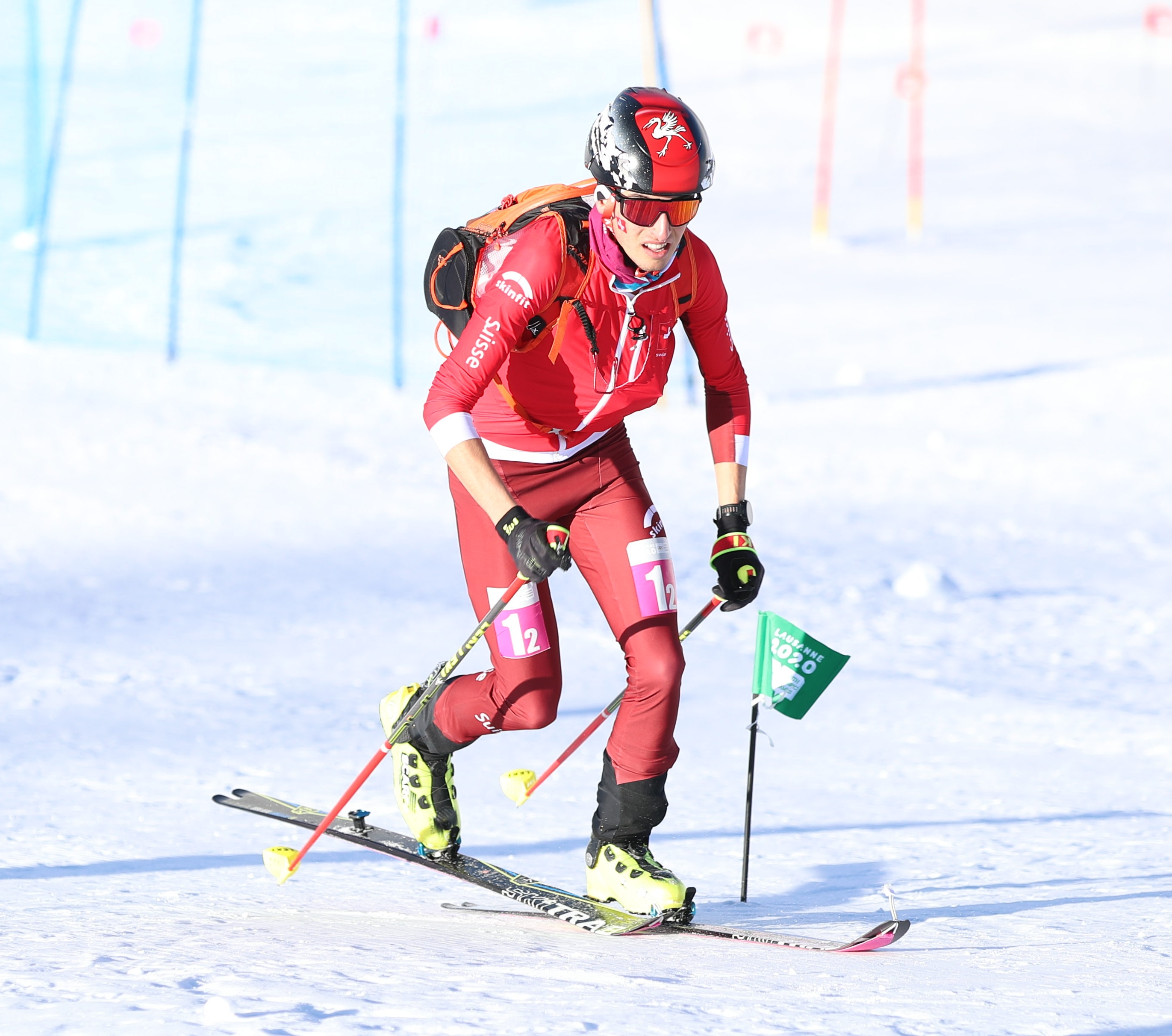
Jugend-Olympiasieger Thomas Bussard

Weitere Teilnehmer aus deutschsprachigen Ländern:

 Franz Eder: 19. Platz

#### Sprint

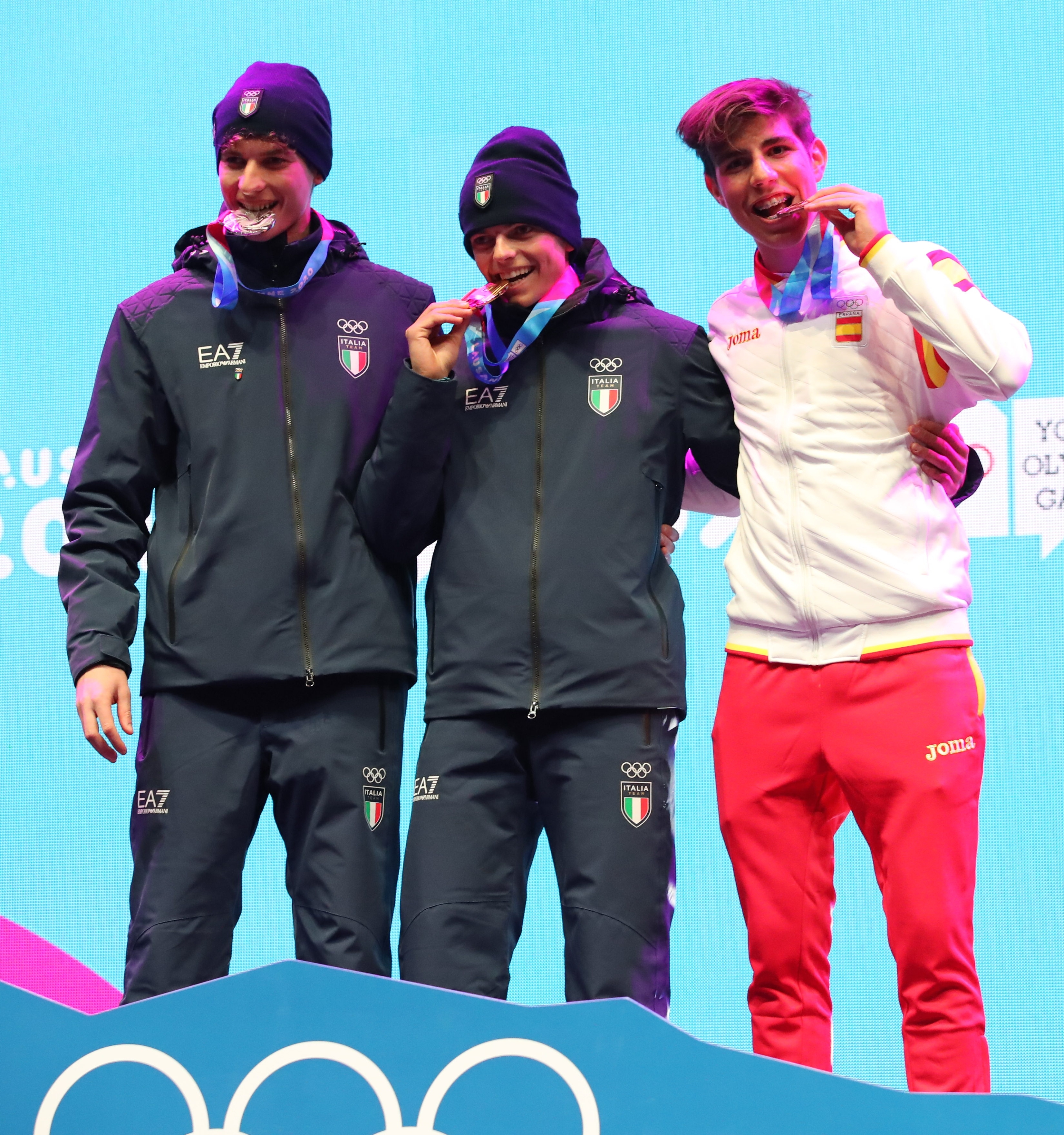
Medaillengewinner Luca Tomasoni, Rocco Baldini und Ot Ferrer (von links nach rechts)

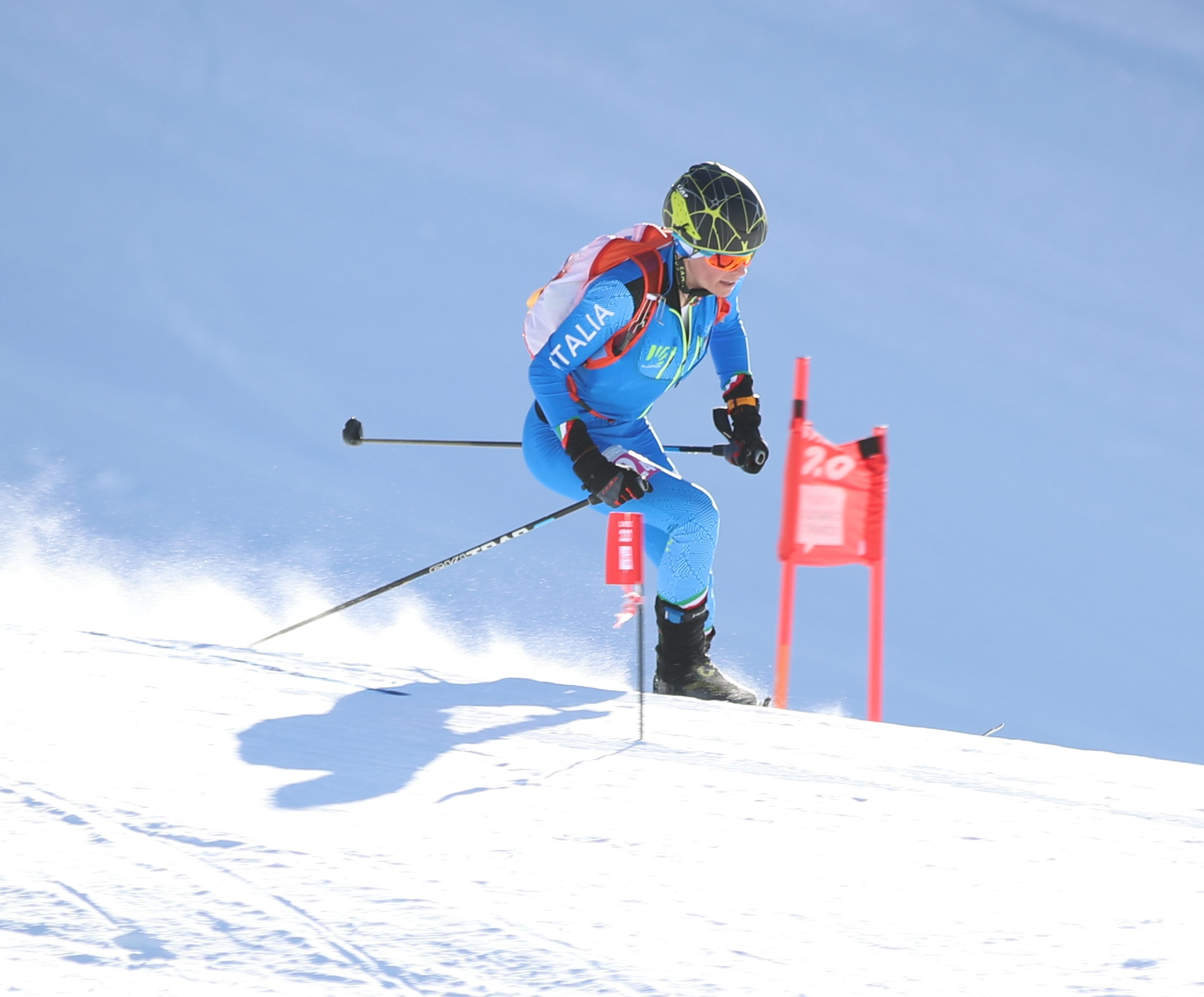
Jugend-Olympiasieger Rocco Baldini

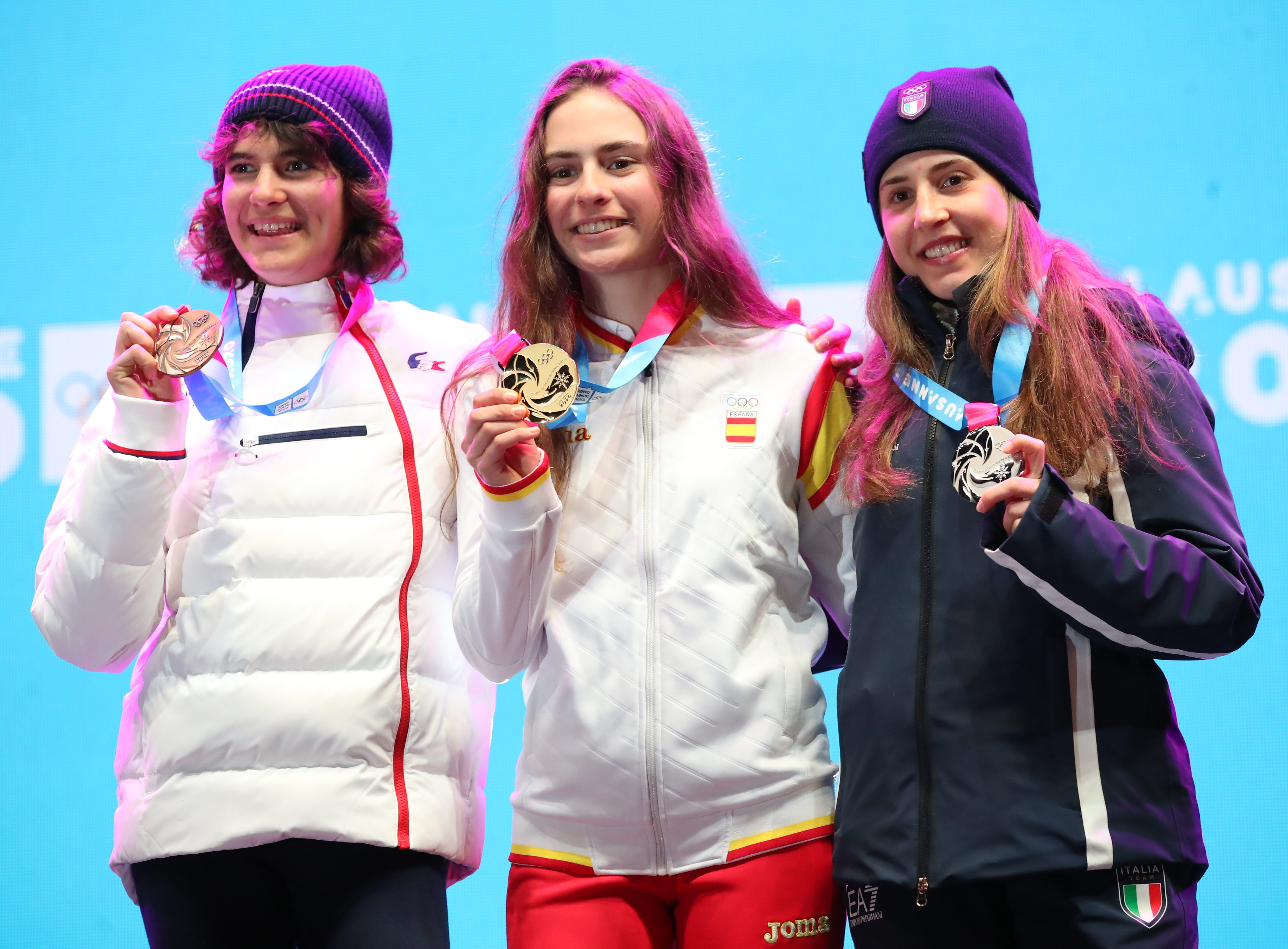
Medaillengewinnerinnen Silvia Berra, María Costa und Margot Ravinel (von links nach rechts)

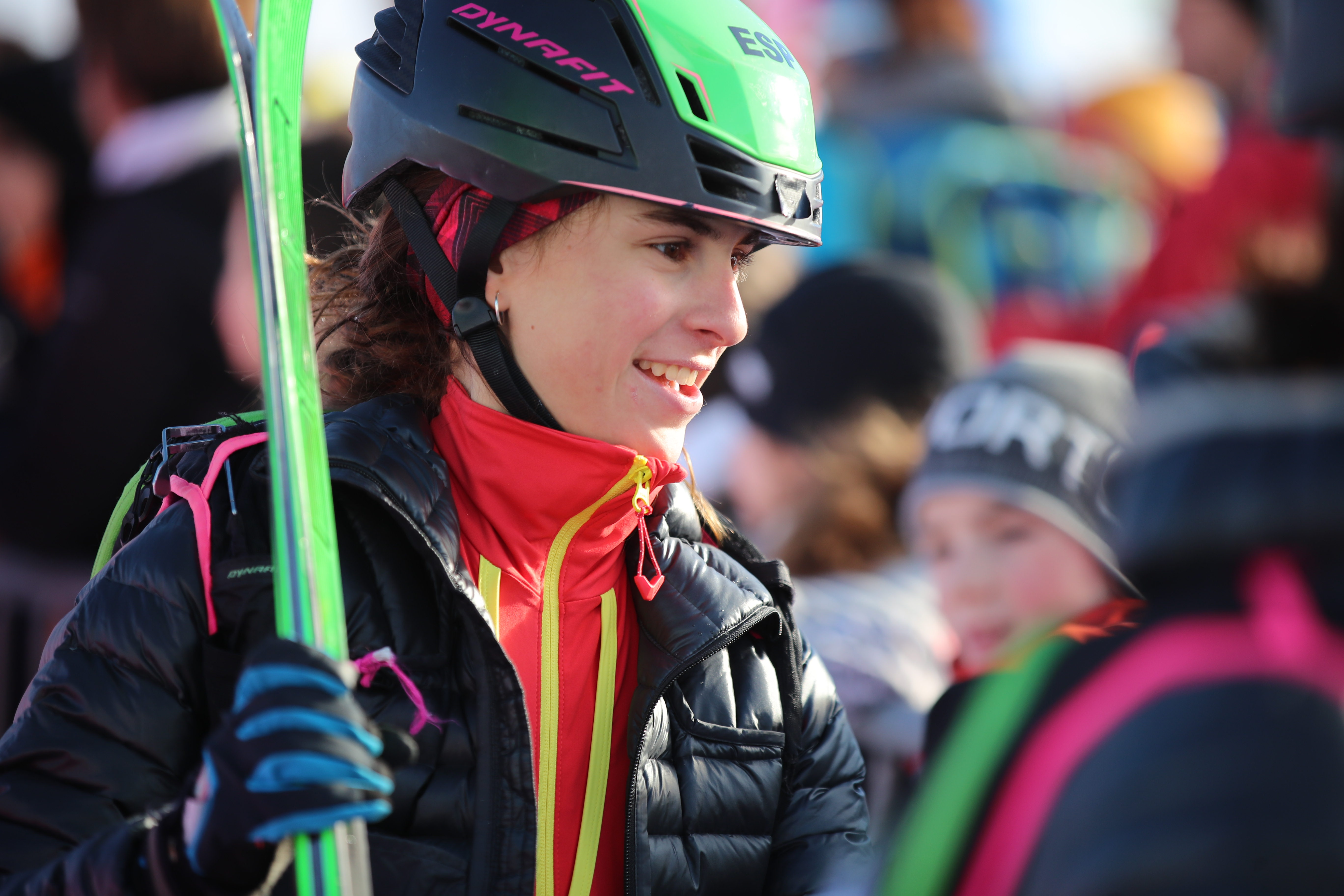
Jugend-Olympiasiegerin María Costa

| Platz                       | Land | Athletin           | Zeit (min) |
| --------------------------- | ---- | ------------------ | ---------- |
| Finale                      |      |                    |            |
| 1                           | ITA  | Rocco Baldini      | 2:30,14    |
| 2                           | ITA  | Luca Tomasoni      | 2:38,01    |
| 3                           | ESP  | Ot Ferrer          | 2:43,28    |
| 4                           | AUT  | Julian Tritscher   | 2:44,57    |
| 5                           | ESP  | Marc Ràdua         | 2:47,27    |
| 6                           | RUS  | Nikita Filippow    | 7:44,72    |
| im Halbfinale ausgeschieden |      |                    |            |
| 7                           | SUI  | Robin Bussard      | 2:42,34    |
| 8                           | AND  | Oriol Olm          | 2:45,46    |
| 9                           | GER  | Finn Hösch         | 2:46,43    |
| 10                          | FRA  | Bazil Ducouret     | 2:48,11    |
| 11                          | NOR  | Trym Dalset Lødøen | 2:49,83    |
| 12                          | SUI  | Thomas Bussard     | 3:08,78    |

Datum: 13. Januar 2020, 10:30 Uhr

### Frauen

#### Einzel
| Platz | Land | Athletin            | Zeit (h)   |
| ----- | ---- | ------------------- | ---------- |
| 1     | SUI  | Caroline Ulrich     | 0:58:34,48 |
| 2     | SUI  | Thibe Deseyn        | 0:59:38,58 |
| 3     | FRA  | Margot Ravinel      | 1:00:28,95 |
| 4     | CHN  | Suolang Quzhen      | 1:02:08,99 |
| 5     | ITA  | Silvia Berra        | 1:02,43,26 |
| 6     | GER  | Antonia Niedermaier | 1:02:47,57 |
| 7     | USA  | Grace Staberg       | 1:03:21,24 |
| 8     | FRA  | Victoire Berger     | 1:05:29,14 |
| 9     | ESP  | María Costa         | 1:05:52,32 |
| 10    | GER  | Sophia Wessling     | 1:06,21,10 |

Datum: 10. Januar 2020, 10:30 Uhr

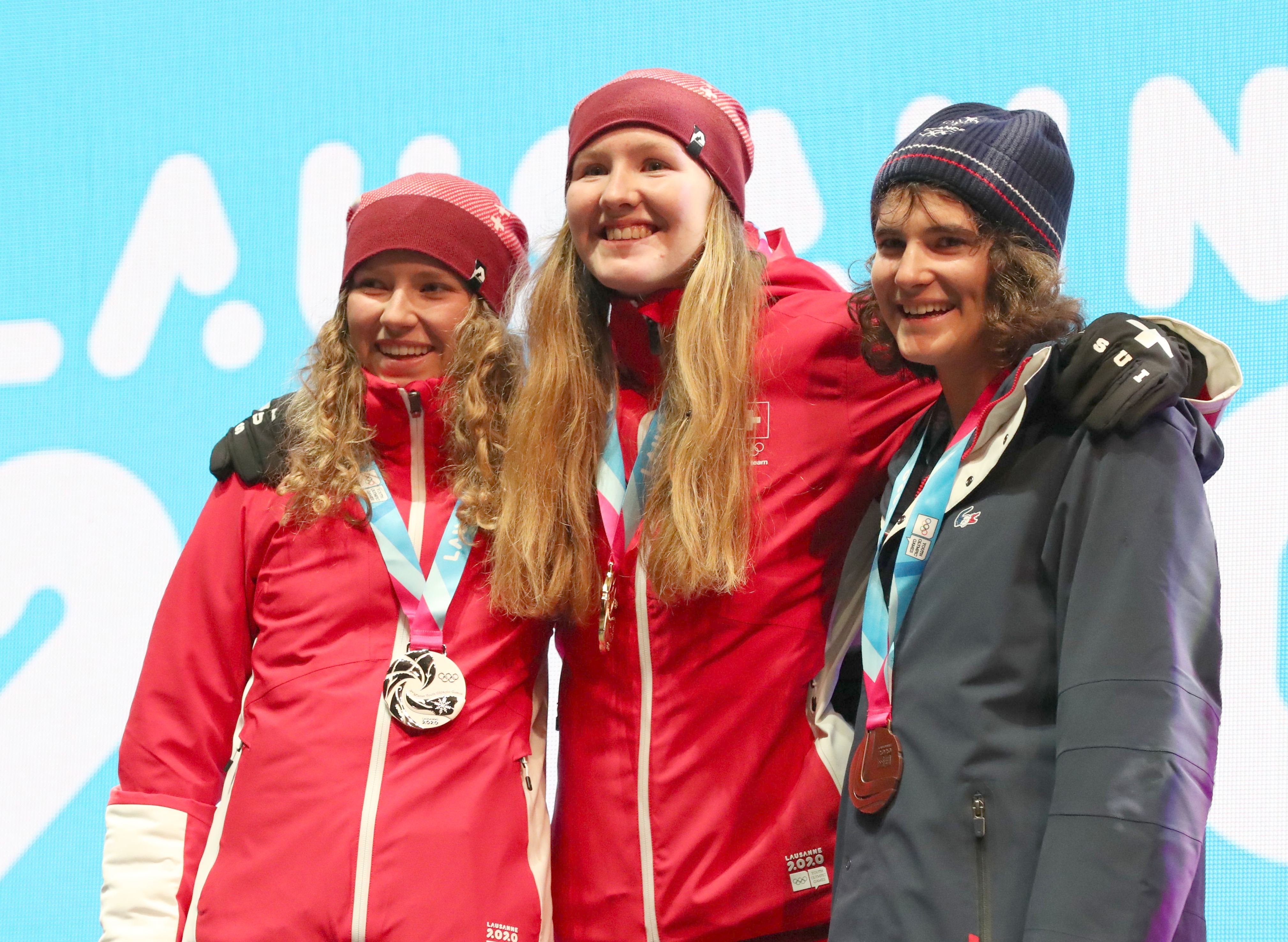
Medaillengewinnerinnen Thibe Deseyn, Caroline Ulrich und Margot Ravinel (von links nach rechts)

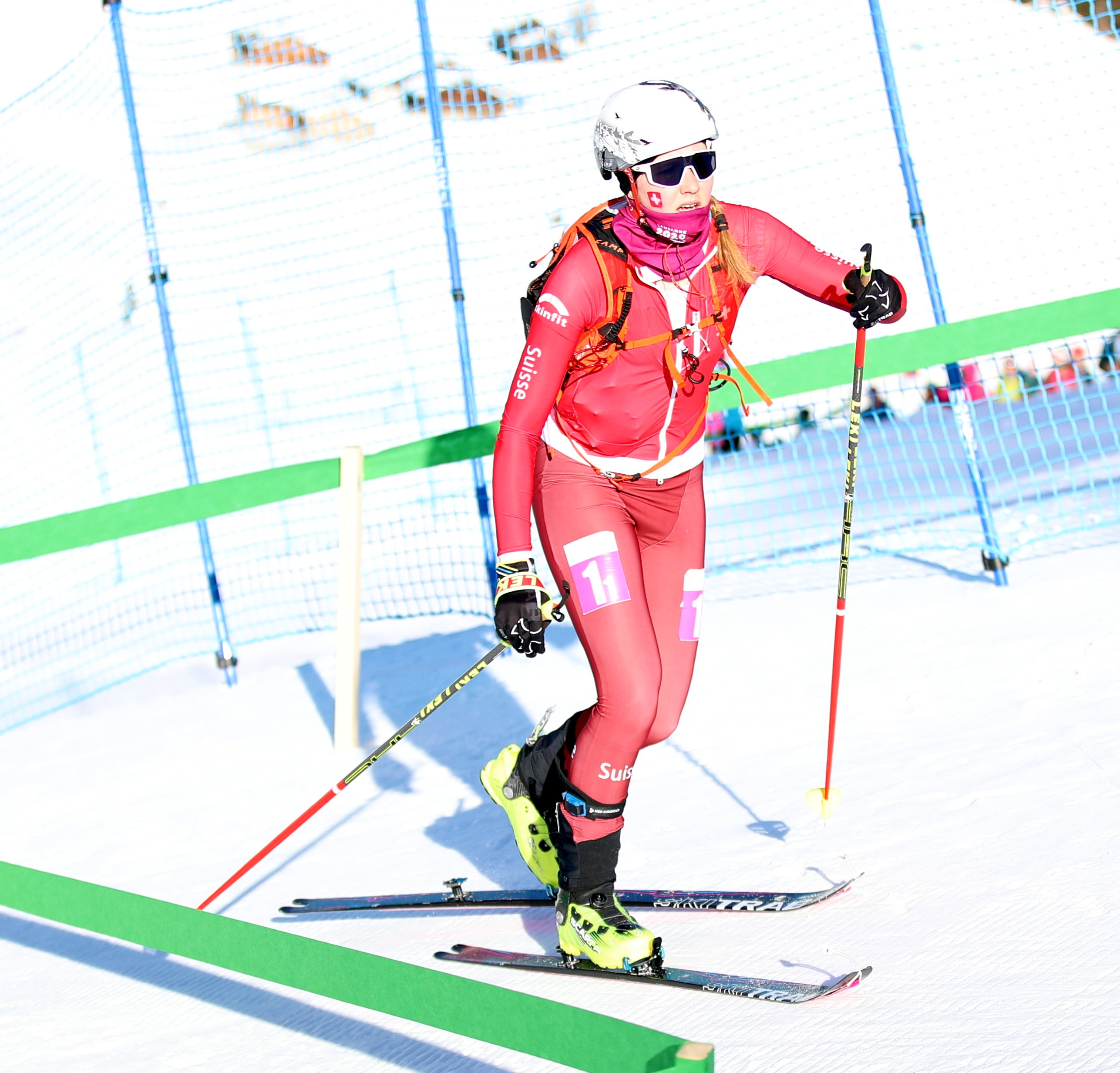
Jugend-Olympiasiegerin Caroline Ulrich

Weitere Teilnehmerinnen aus deutschsprachigen Ländern:

 Lisa Rettensteiner: 11. Platz

#### Sprint
| Platz                       | Land | Athletin        | Zeit (min) |
| --------------------------- | ---- | --------------- | ---------- |
| Finale                      |      |                 |            |
| 1                           | ESP  | María Costa     | 3:22,45    |
| 2                           | ITA  | Silvia Berra    | 3:24,98    |
| 3                           | FRA  | Margot Ravinel  | 3:25,85    |
| 4                           | CHN  | Suolang Quzhen  | 3:33,00    |
| 5                           | ITA  | Erika Sanelli   | 3:41,29    |
| 6                           | SUI  | Caroline Ulrich | 3:50,70    |
| im Halbfinale ausgeschieden |      |                 |            |
| 7                           | SUI  | Thibe Deseyn    | 3:25,99    |
| 8                           | GER  | Sophia Wessling | 3:30,61    |
| 9                           | FRA  | Victoire Berger | 3:35,75    |
| 10                          | ESP  | Ares Torra      | 3:42,46    |
| 11                          | CHN  | Yu Jingxuan     | 3:44,43    |
| 12                          | CAN  | Ema Chlepkova   | 5:01,65    |

Datum: 13. Januar 2020, 10:30 Uhr

### Mixed

#### Mixed-Staffel
| Platz | Staffel | Athleten                                                                | Zeit (min) |
| ----- | ------- | ----------------------------------------------------------------------- | ---------- |
| 1     | SUI     | Caroline Ulrich, Thomas Bussard, Thibe Deseyn, Robin Bussard            | 35:07      |
| 2     | FRA     | Victoire Berger, Bazil Ducouret, Margot Ravinel, Anselme Damevin        | 37:11      |
| 3     | ESP     | María Costa, Marc Ràdua, Ares Torra, Ot Ferrer                          | 37:13      |
| 4     | ITA     | Silvia Berra, Luca Tomasoni, Erika Sanelli, Rocco Baldini               | 37:31      |
| 5     | GER     | Antonia Niedermaier, Franz Eder, Sophia Wessling, Finn Hösch            | 39:04      |
| 6     | USA     | Grace Staberg, Jeremiah Vaille, Samantha Paisley, George Beck           | 39:07      |
| 7     | MIX     | Yu Jingxuan, Liang Qifan, Suolang Quzhen, Oriol Olm                     | 39:20      |
| 8     | AUT     | Lisa Rettensteiner, Nils Oberauer, Lena Leitner-Hölzl, Julian Tritscher | 40:35      |
| 9     | MIX     | Jewgenija Dolschenkowa, Matúš Černek, Laura Kovárová, Nikita Filipow    | 40:56      |
| 10    | MIX     | Ema Chlepkova, Trym Dalset Lødøen, Roksana Saveh, Findlay Eyre          | 41:44      |
| 11    | ROU     | Larisa Coşofreţ, George Cotinghiu, Anca Olaru, Constantin Surdu         | 45,11      |

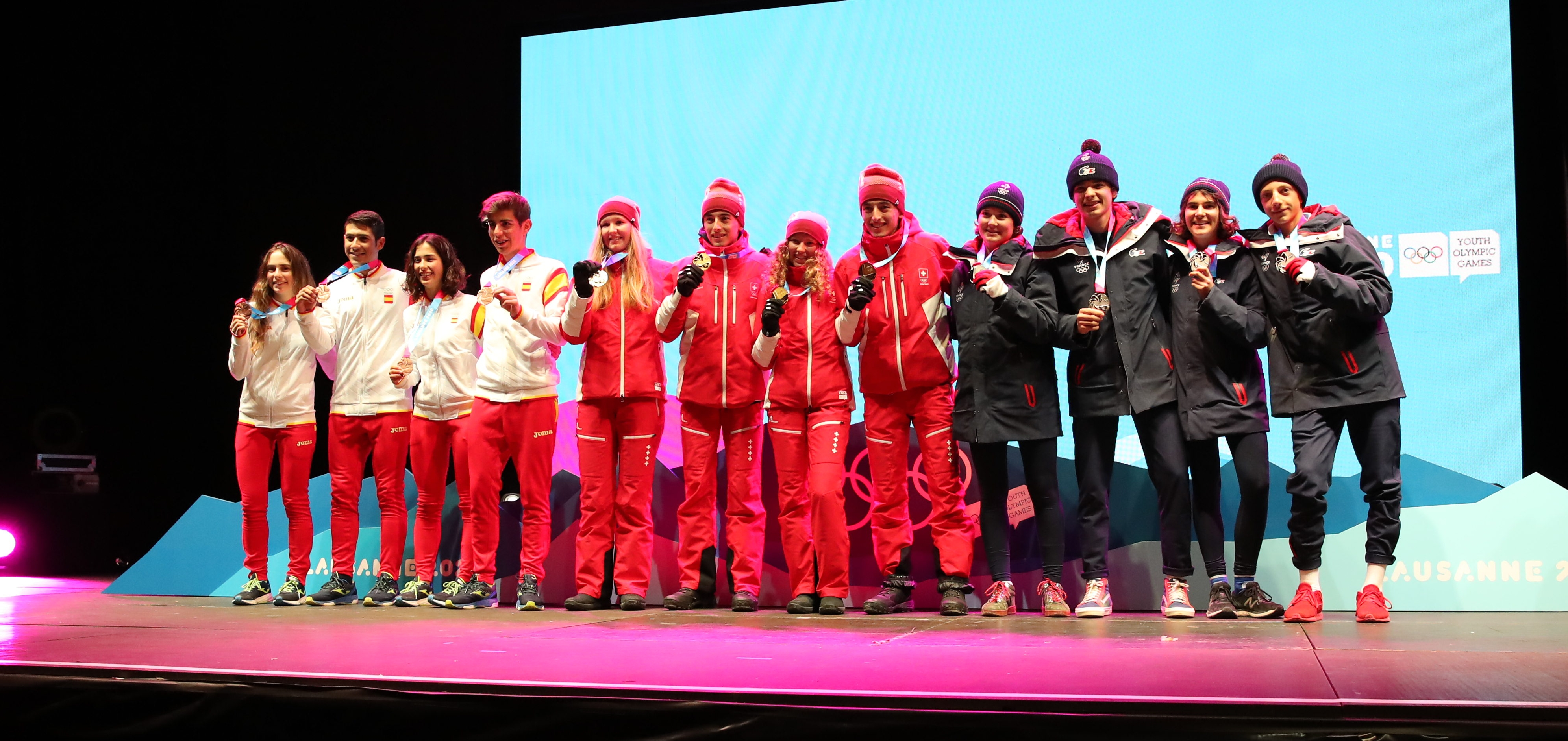
Medaillengewinner aus Spanien, der Schweiz und Frankreich (von rechts nach links)

Datum: 14. Januar 2020, 11:00 Uhr
In der Mixed-Staffel traten je zwei Männer und Frauen an.

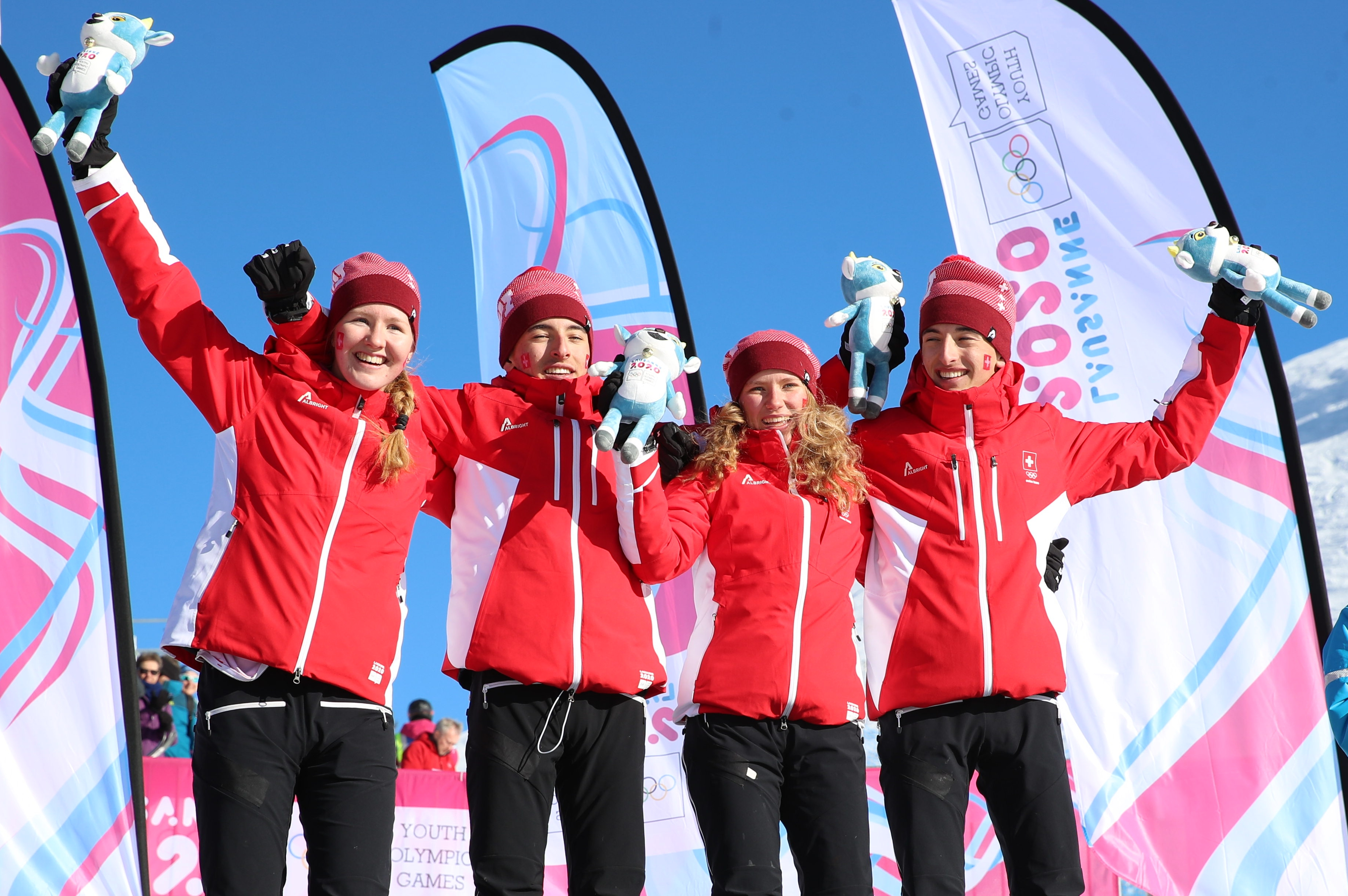
Schweiz: Ulrich, Thomas Bussard, Deseyn, Robin Bussard
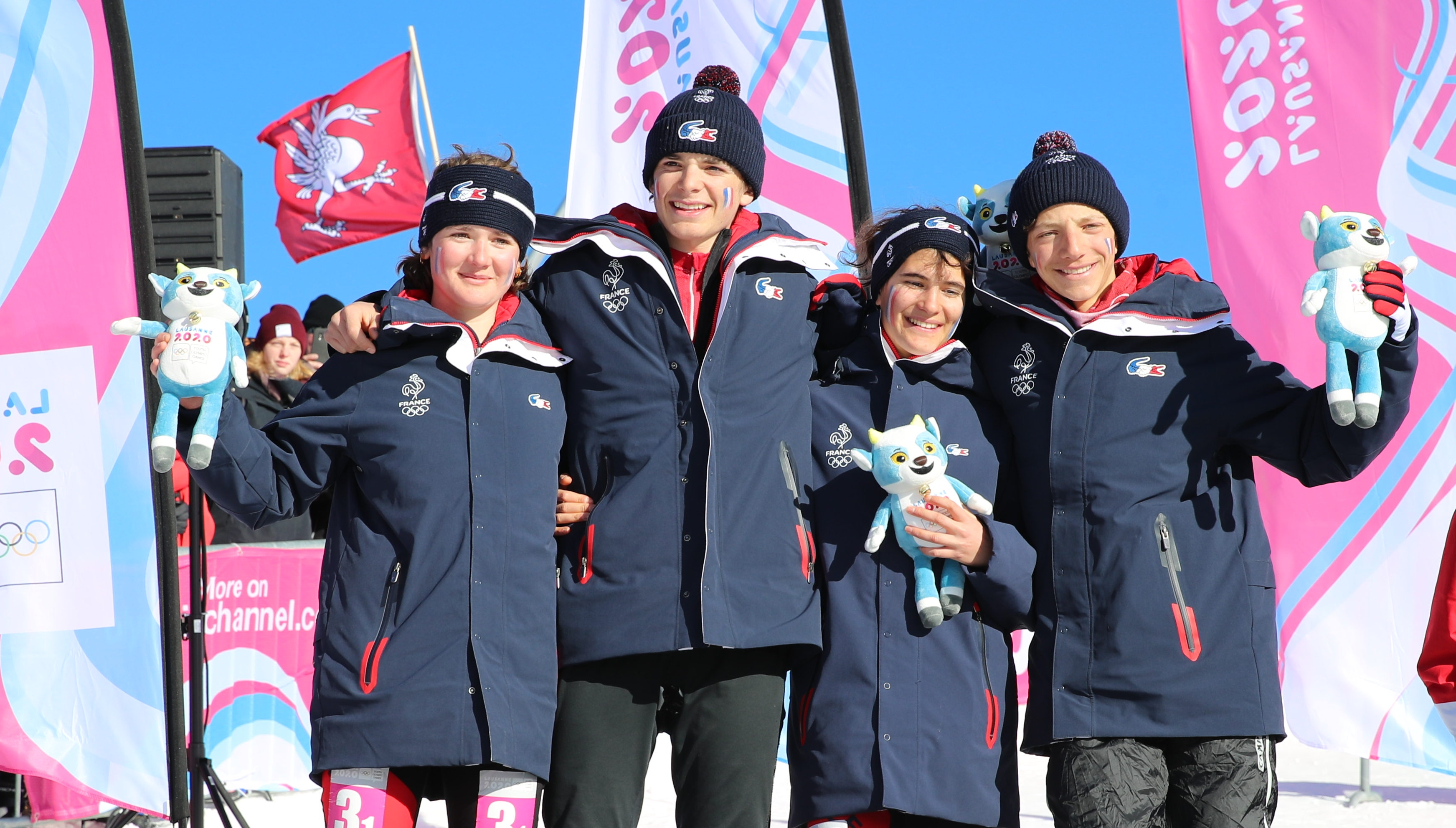
Frankreich: Berger, Damevin, Ravinel, Ducouret
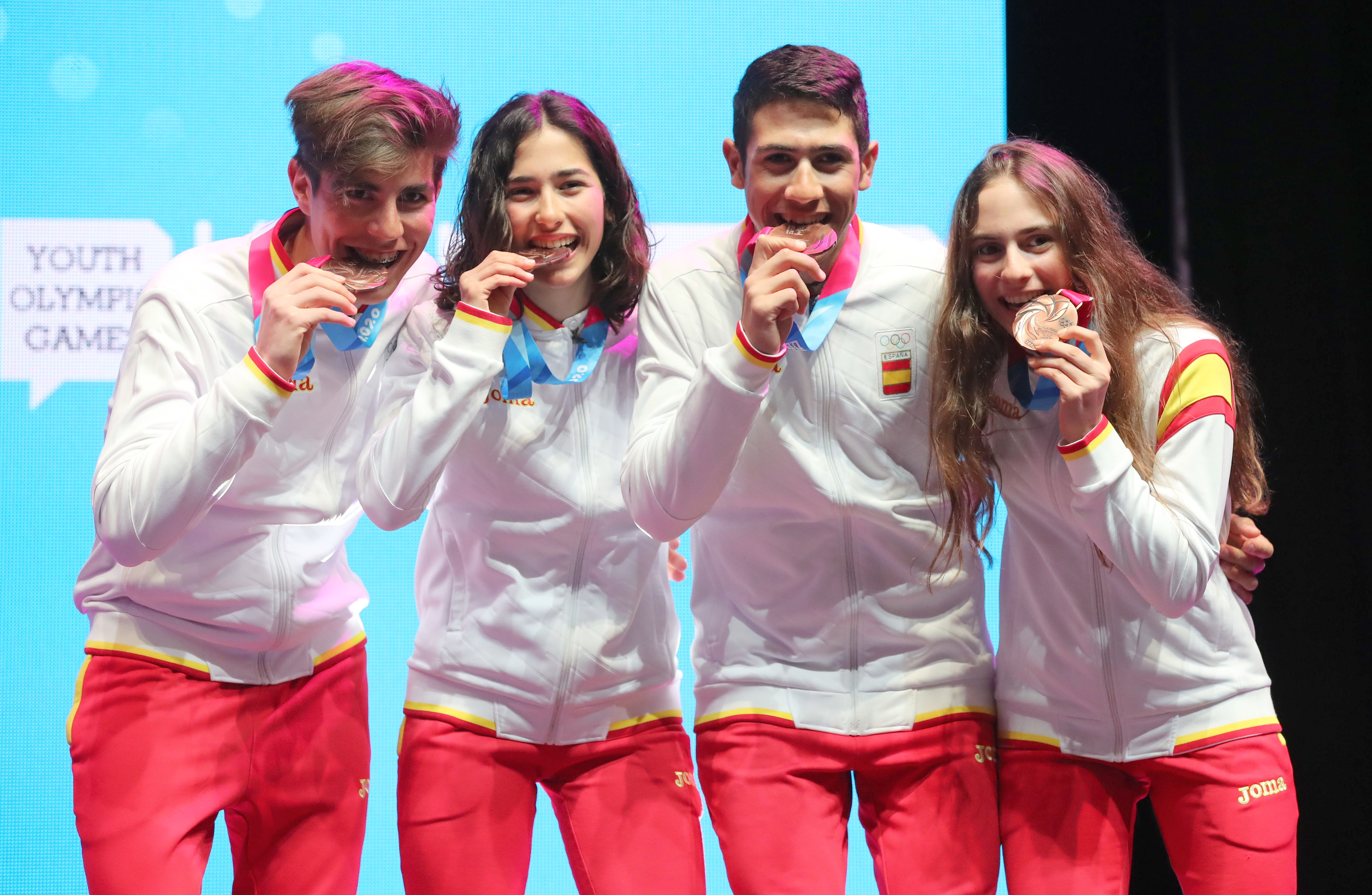
Spanien: Ferrer, Costa, Ràdua, Torra